# Brenthis hecate
La Brenthis hecate es un insecto lepidóptero perteneciente a la familia Nymphalidae. (Denis & Schiffermüller, 1775).

## Descripción
Brenthis hecate alcanza una envergadura que llega a 35-45 milímetros y en tiene los lados superiores de color naranja brillante de las alas. La parte inferior de las alas posteriores muestran una línea paralela doble de manchas marrones (de ahí su nombre común). El periodo de vuelo se extiende desde mayo hasta principios de agosto. La larva se alimenta de Filipendula ulmaria y Dorycnium.

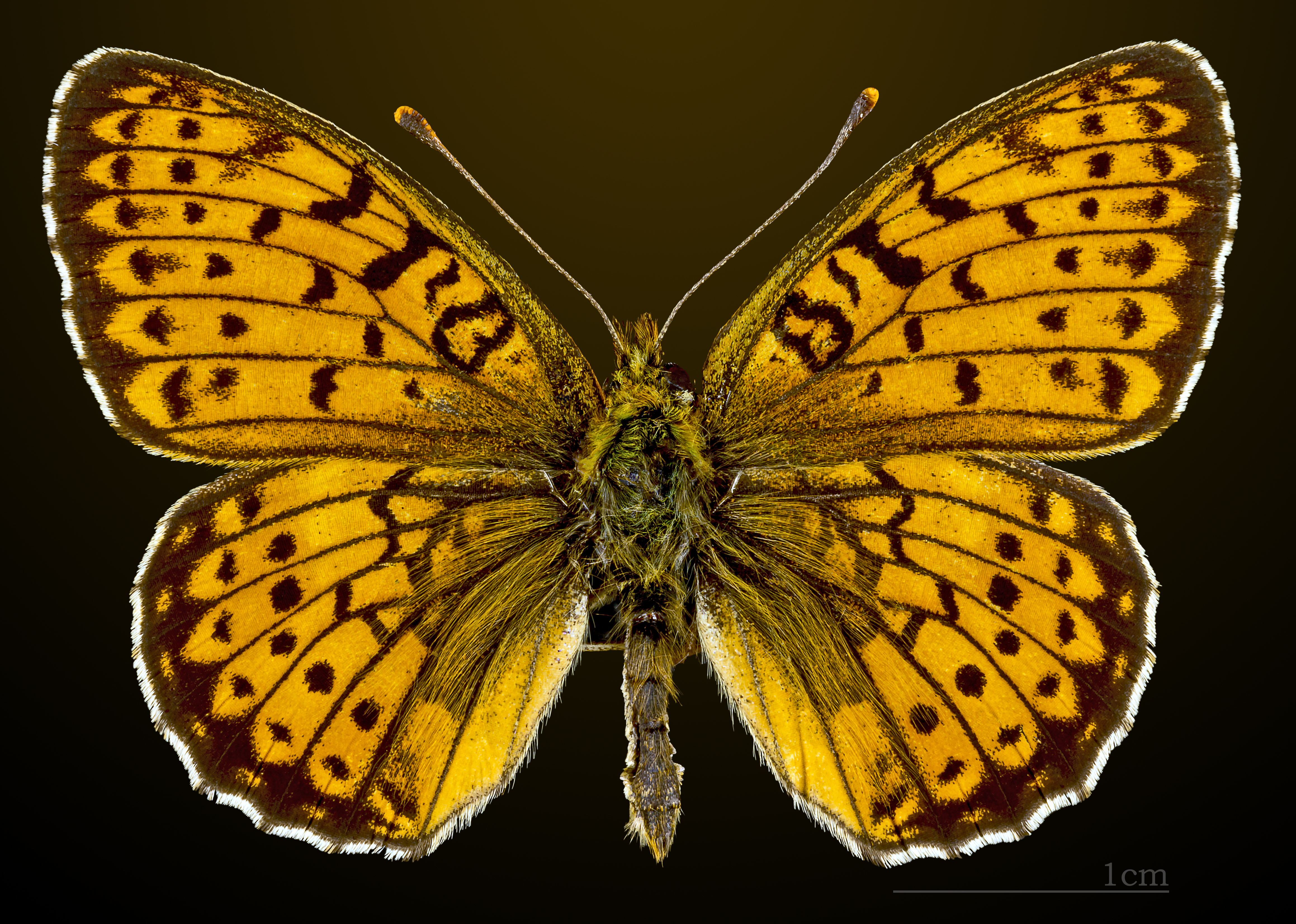
Dorsal
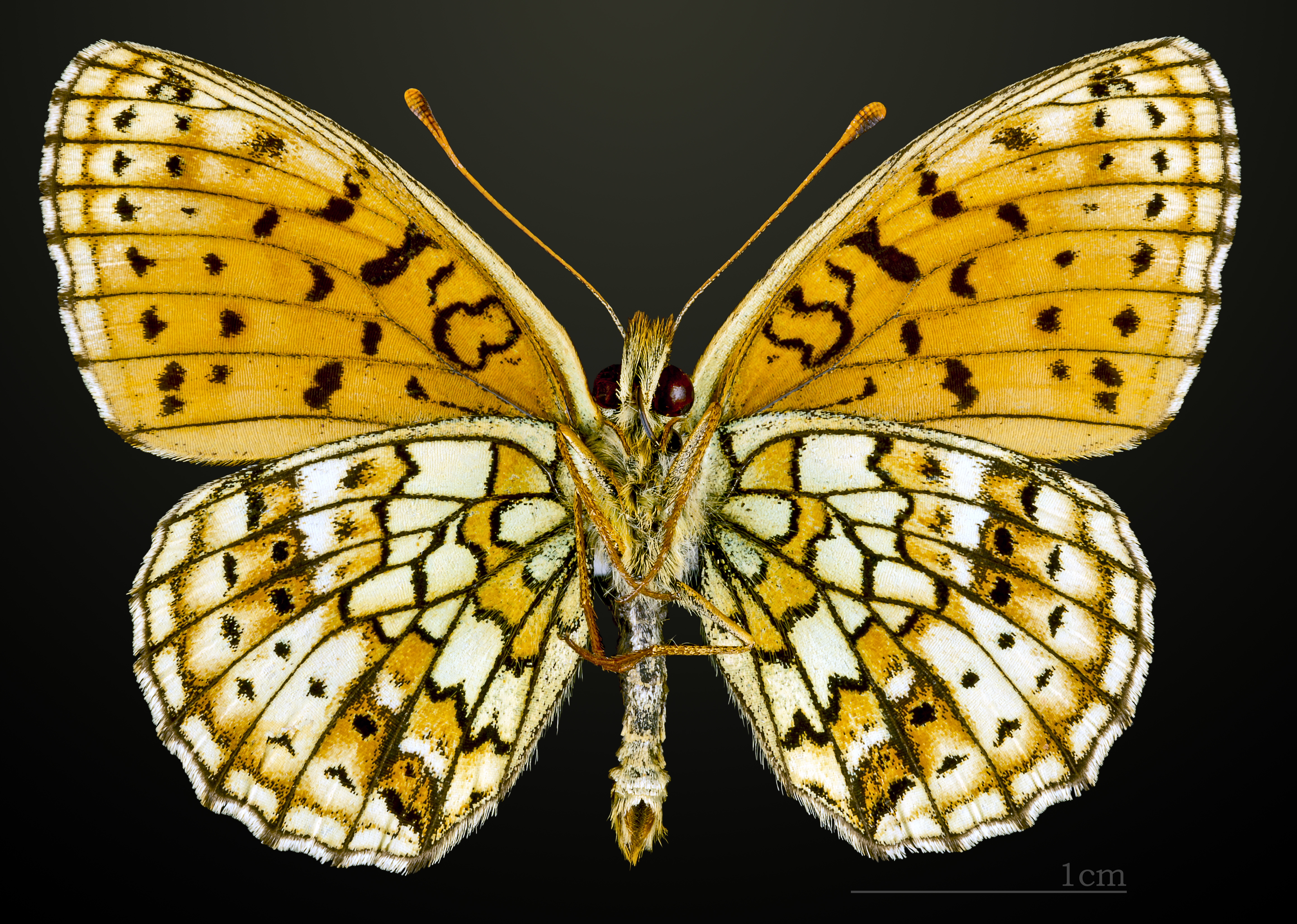
△ Ventral
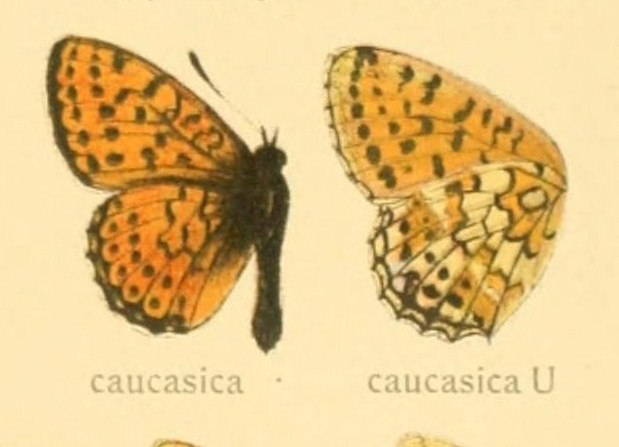
Brenthis hecate caucasica en Seitz

## Distribución
Brenthis hecate se encuentra en el suroeste de Europa, al sur de Rusia, los Balcanes, Asia Menor, Irán y Asia Central.

## Hábitat
Esta especie es típica de prados floridos secos con márgenes de matorral y arbolado con luz, a una altitud de 25-1500 metros.

## Subespecies
- Brenthis hecate hecate dans le sud de l'Europe et l'ouest de la Sibérie.
- Brenthis hecate alaica (Staudinger, 1886)
- Brenthis hecate duxtina Klazlauskas, 1984
- Brenthis hecate latericia Tuzov, 2000
- Brenthis hecate transcaucasica Wnukowsky, 1929
- Brenthis hecate warren Kudrna, 1974